# Niewojniańce
Niewojniańce (lit. Nevainionys) − wieś na Litwie, w rejonie solecznickim, 4 km na północ od Podborza, zamieszkana przez 22 ludzi. Przed II wojną światową w Polsce, w powiecie lidzkim województwa nowogródzkiego.